# Saint-Jacques-de-Néhou

Saint-Jacques-de-Néhou este o comună în departamentul Manche, Franța. În 1 ianuarie 2022 avea o populație de 629 de locuitori.